# Thorsberger Moor

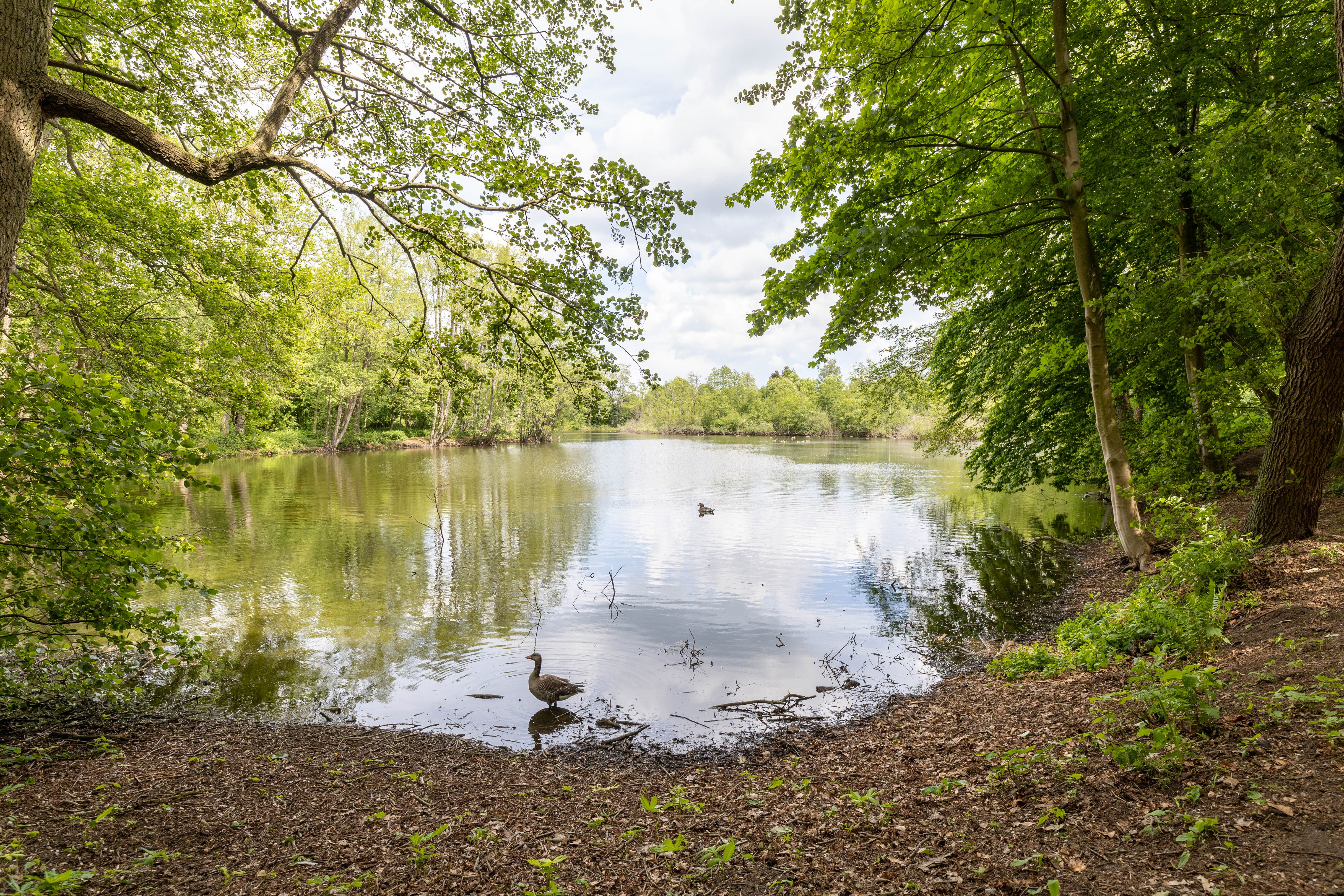
Blick auf das Thorsberger Moor

Das Thorsberger Moor (dänisch: Torsbjerg Mose) ist ein Moor im nördlichen Gemeindegebiet von Süderbrarup in der Landschaft Angeln in Schleswig-Holstein. Es handelt sich bei diesem unscheinbaren Gewässer um einen bedeutenden archäologischen Fundplatz und germanisches Opfermoor aus der römischen Kaiserzeit. Im Moor wurden im 19. Jahrhundert zahlreiche bedeutende und reiche kulturgeschichtliche Funde gemacht.

## Name
Der heutige Name erlaubt nicht die Annahme, dass das Heiligtum bereits zur Zeit der Angeln dem Gott Donar/Thor geweiht war. Vielmehr beruht die Namengebung auf frühmittelalterlichem dänischen Einfluss, insbesondere in der Wikingerzeit, in der das Moor nicht mehr mit Opfergaben belegt wurde. Zudem entstand mit der Abwanderung der meisten Angeln nach Britannien ein weitgehender Besiedlungs- und Kulturabbruch. Auch dass die frühmittelalterlichen dänischen Siedler am Ort Thor (Thorsmoor) verehrt haben, ist zwar möglich, jedoch nicht belegt. Der Name des Moors wird daher sicherer auf eine südlich liegende Anhöhe mit wikingerzeitlichem Gräberfeld und Funden, den Thorsberg, zurückgeführt. Im „Süderbrarupschen Erdbuch“ aus dem 17. Jahrhundert wird der Platz als Taßberg, Toßberg belegt, mit süderjütschem dialektalem Schwund des r, das von der dänischen Form T(h)orsbjerg abgeleitet ist. Das Land nördlich des Moors ist im Erdbuch als achter de Torsmoor belegt. Seit der Ausgrabung durch Helvig Conrad Engelhardt im 19. Jahrhundert und dessen Publikationen wird das Moor in der Forschung als Thorsberger Moor bezeichnet.

## Historischer Hintergrund
Im Zeitraum vom 1. Jahrhundert v. Chr. bis zum frühen 5. Jahrhundert n. Chr. wurden im Thorsberger Moor, mutmaßlich durch Angehörige des westgermanischen Stammes der Angeln, in mehreren Phasen Gegenstände geopfert.
Als Grund für die besonders große Menge an Waffenopfern aus dem 3. und 4. Jahrhundert n. Chr. wurde in der Forschung vermutet, dass es sich um Beutestücke aus innergermanischen Konflikten handelt, und zwar einerseits aus Konflikten zwischen den einheimischen Germanen und Kriegern aus dem „freien“ Germanien (Germania magna) in mittelbarer oder unmittelbarer Nähe zur rheinischen Kontaktzone und zur Grenze zum Römischen Reich sowie andererseits mit nordgermanischen Ethnien aus den südskandinavischen Küstenregionen und Inselgebieten. Die angenommenen Konflikte stehen möglicherweise im Zusammenhang mit der spätantiken „Völkerwanderung“, vielleicht als Ausdruck von Verteilungskämpfen und ethnischen Umbildungsprozessen.
Unklar ist, ob die geopferten Waffen abgewehrten Invasoren abgenommen wurden, wie es die ältere Forschung zumeist annahm, oder ob es sich vielmehr um Stücke handelt, die von siegreichen Kriegern nach Beutezügen nach Südskandinavien, in die Gebiete am Oberlauf der Elbe sowie in die Randzone des Imperium Romanum in ihre Heimat überführt und dann bei Thorsberg (teilweise?) geopfert wurden.

## Archäologische Erschließung

Kartenskizze von Conrad Engelhardt, 1863. Legende: A = Fundstelle des Gros der Objekte; B = fundneutraler Grabungsstelle; C = gesamte aufgedeckte Fläche. Südlich von B der „Thorsberg“

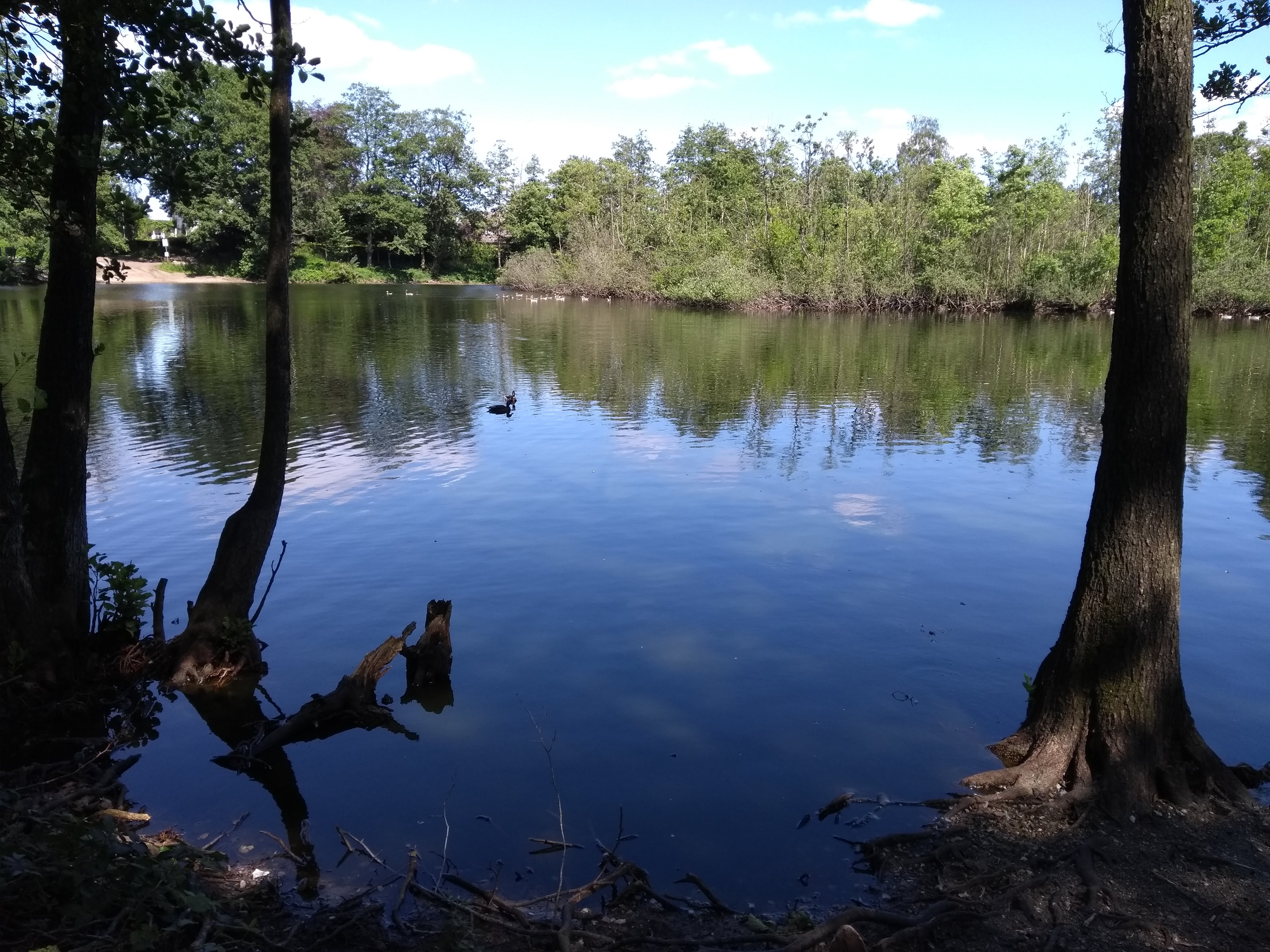
Blick auf die Insel, die ungefähre Fundstelle der Grabungen durch C. Engelhardt

Das Thorsberger Moor liegt zentral in der „Süderbraruper Siedlungskammer“ als Ausgangspunkt der eisenzeitlichen Besiedlung Ostschleswigs. Es ist umgeben von älteren bodenkundlichen Zeugnissen wie zahlreichen bronzezeitlichen Grabhügeln, die durch die Beackerung heute fast zur Gänze eingeebnet sind, bis hin zu den frühmittelalterlichen, wikingerzeitlichen Siedlungsspuren und Gräberfeldern. Das circa 140 × 300 m große Kesselmoor ist heute durch den Torfabbau überwiegend archäologisch gestört und durch einen flachen Teich geprägt, der zum nicht abgetorften südwestlichen Ende hin morastig verlandet. Der einstige Zustand zur Zeit der Opfertätigkeiten ist ungewiss, allgemein wird in der Forschung jedoch angenommen, dass das Moor geprägt war durch trockenere Zonen und feuchte Senken, in denen die Opferablagen erfolgt sind.
Nach ersten Funden beim Torfstechen in den 1850er Jahren und nach ersten Voruntersuchungen durch den Flensburger Lehrer, Kurator und Archäologen Helvig Conrad Engelhardt (1825–1881) grub dieser vom Frühjahr 1858 und in zwei weiteren Kampagnen 1860 und 1861 im östlichen Bereich des Moors den Opferplatz systematisch aus; nach seinen Grabungsskizzen und Notizen wesentlich ungefähr im Bereich der heutigen morastigen, mit Buschwerk bewachsenen Insel.
Der eigentliche Opferplatz im Moor befand sich in einem relativ kleinen, dafür tiefen und relativ trockenen Becken mit einer Fläche von circa 750 m² in 10 bis 20 m Entfernung zum Ufer. Die Stelle war einst mit einem Rutenzaun kultisch eingehegt, zur Ablagestelle der Opfer führte vom südlichen Ufer aus eine Brücke, deren Pfähle tief in den Grund gerammt waren und die mit quergelagerten Pfählen und Reisig gedeckt war. Die fundführende Schicht hatte die Stärke von 1,5 bis 1,8 m, die Funde waren in der Regel über die Fläche verstreut, an einzelnen Stellen war eine systematische, geordnetere Ablage erkennbar. Schildbretter beispielsweise lagen in Schichten gebündelt, römische Münzen und Goldfunde lagen jeweils konzentrierter beieinander.
Engelhardt dokumentierte die Grabung und Funde für die Zeit mustergültig. Der dänische Archäologe Jens Jacob Asmussen Worsaae war 1865 der erste Forscher, der die Funde als Kriegsbeuteopfer ansprach.
Nach Engelhardt grub die „Flensburger Altertumsgesellschaft“ 1885 in einer zweiwöchigen Kampagne mit einem Bagger an der Fundstelle; die Fundergebnisse waren überschaubar und die Aktion wurde nicht hinreichend dokumentiert. Zehn Jahre später versuchte sich 1895 der „Anthropologische Verein in Schleswig-Holstein“ in einer Kampagne vom 3. August bis zum 14. September ohne nennenswerte Funde. Durch diese Engelhardt nachfolgenden, laienhaft durchgeführten Ausgrabungen wurde die Fundstelle derart zerstört, dass es heute nicht mehr möglich ist, die ursprünglichen Engelhardtschen Grabungen zu identifizieren und räumlich zu fassen. Eine Prospektion im Jahr 1997 am Ostrand ergab lediglich einige Fragmente von Holzgegenständen.
Ein Teil der bedeutendsten Funde aus den Grabungen wird im Schleswig-Holsteinischen Landesmuseum auf Schloss Gottorf in Schleswig und im Dänischen Nationalmuseum in Kopenhagen gezeigt. Der größte Teil der Gegenstände befindet sich allerdings in deutschen und dänischen Magazinen und ist der Öffentlichkeit derzeit nicht zugänglich. Die Funde befinden sich neben den Museen in Kopenhagen und in Schleswig, in Flensburg (Museumsberg Flensburg – Städtische Museen und Sammlung für den Landesteil Schleswig), in Hamburg (Archäologisches Museum Hamburg) und in Berlin (Museum für Vor- und Frühgeschichte, Staatliche Museen zu Berlin – Preußischer Kulturbesitz). Diese Funde wurden 1987 durch Klaus Raddatz fast vollständig neu katalogisiert.

### Funde

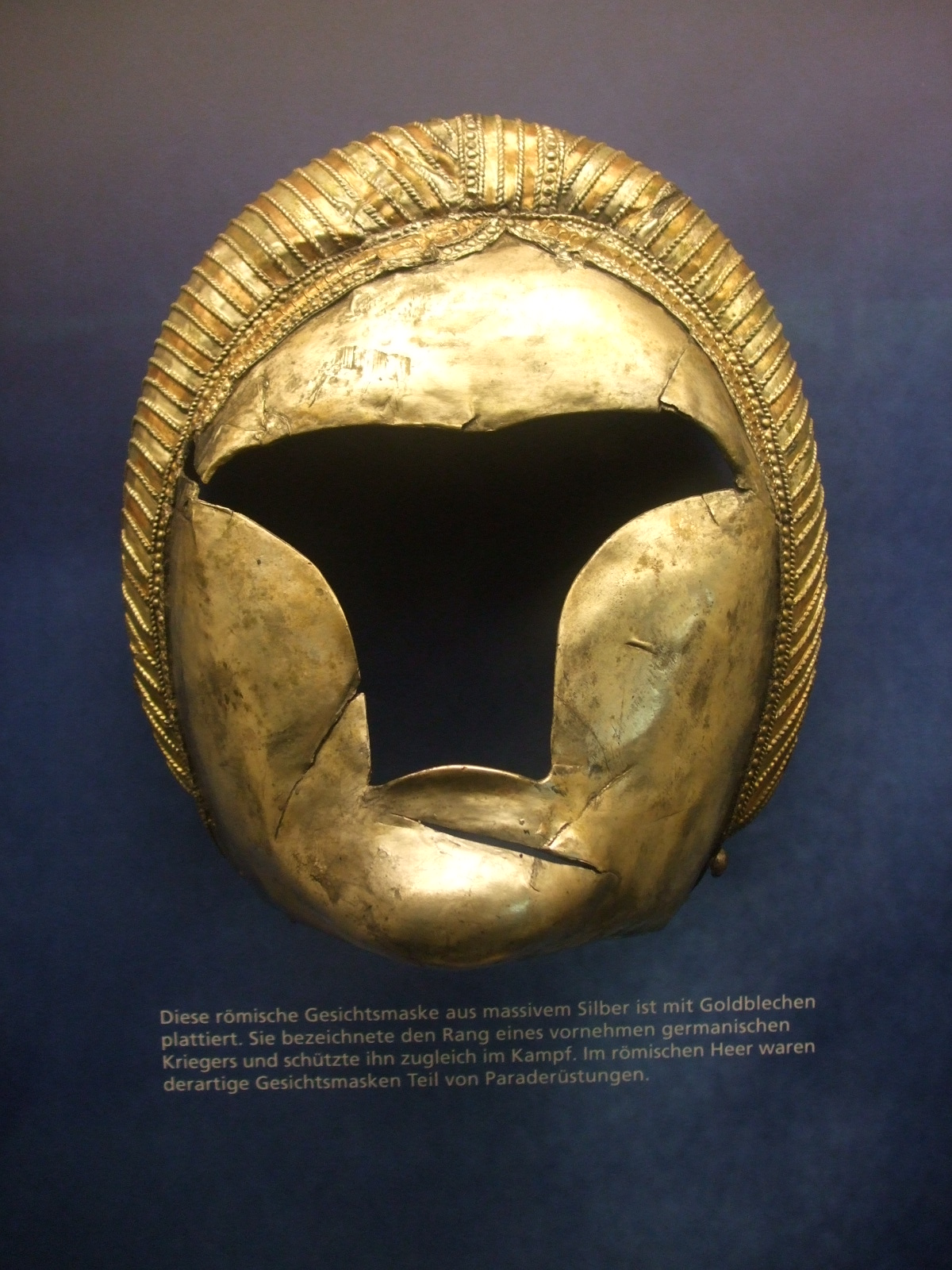
Maskenteil eines germanischen Helmes nach römischem Vorbild, 3. Jahrhundert
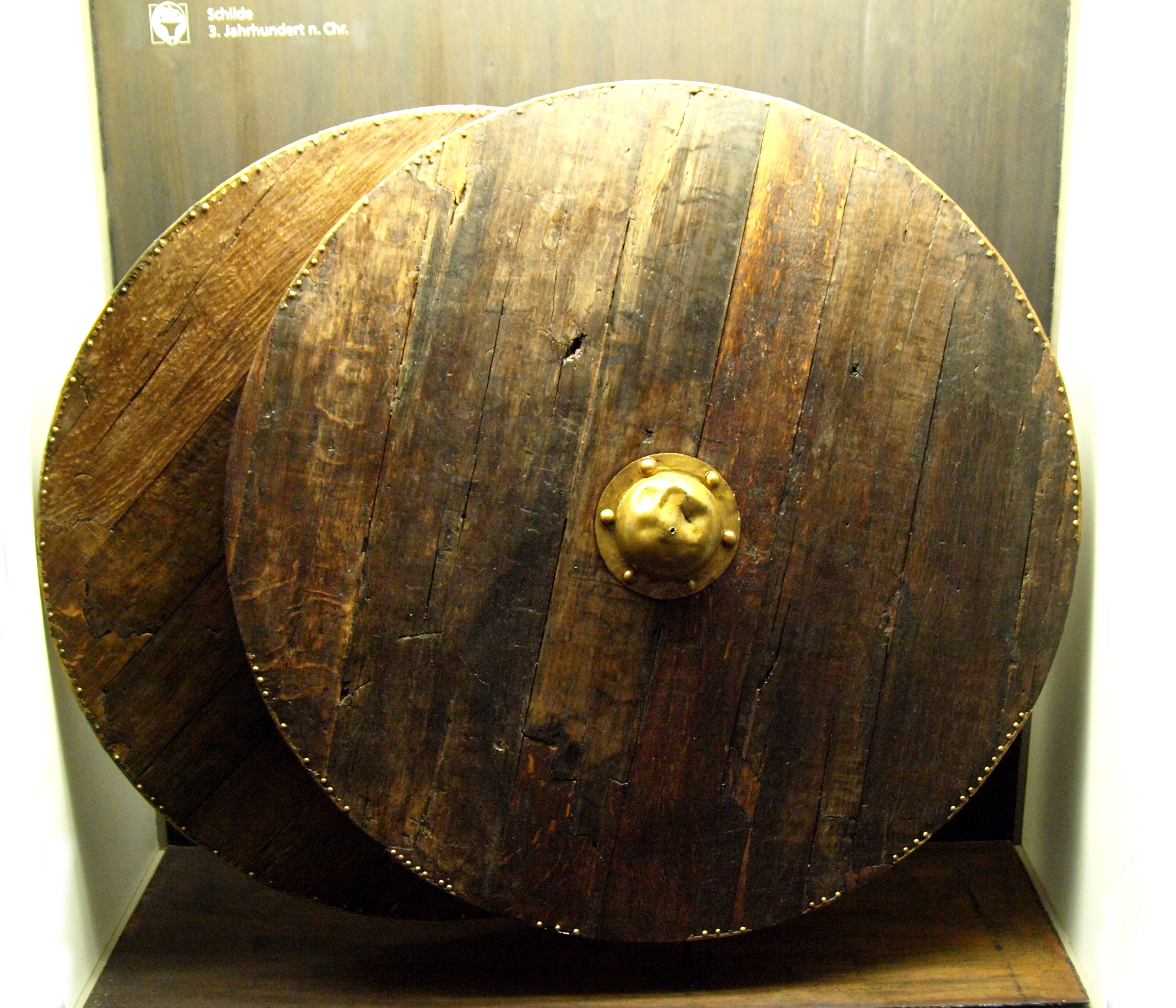
Hölzerne Rundschilde mit bronzenen Schildbuckeln und Randbeschlägen, 3. Jahrhundert
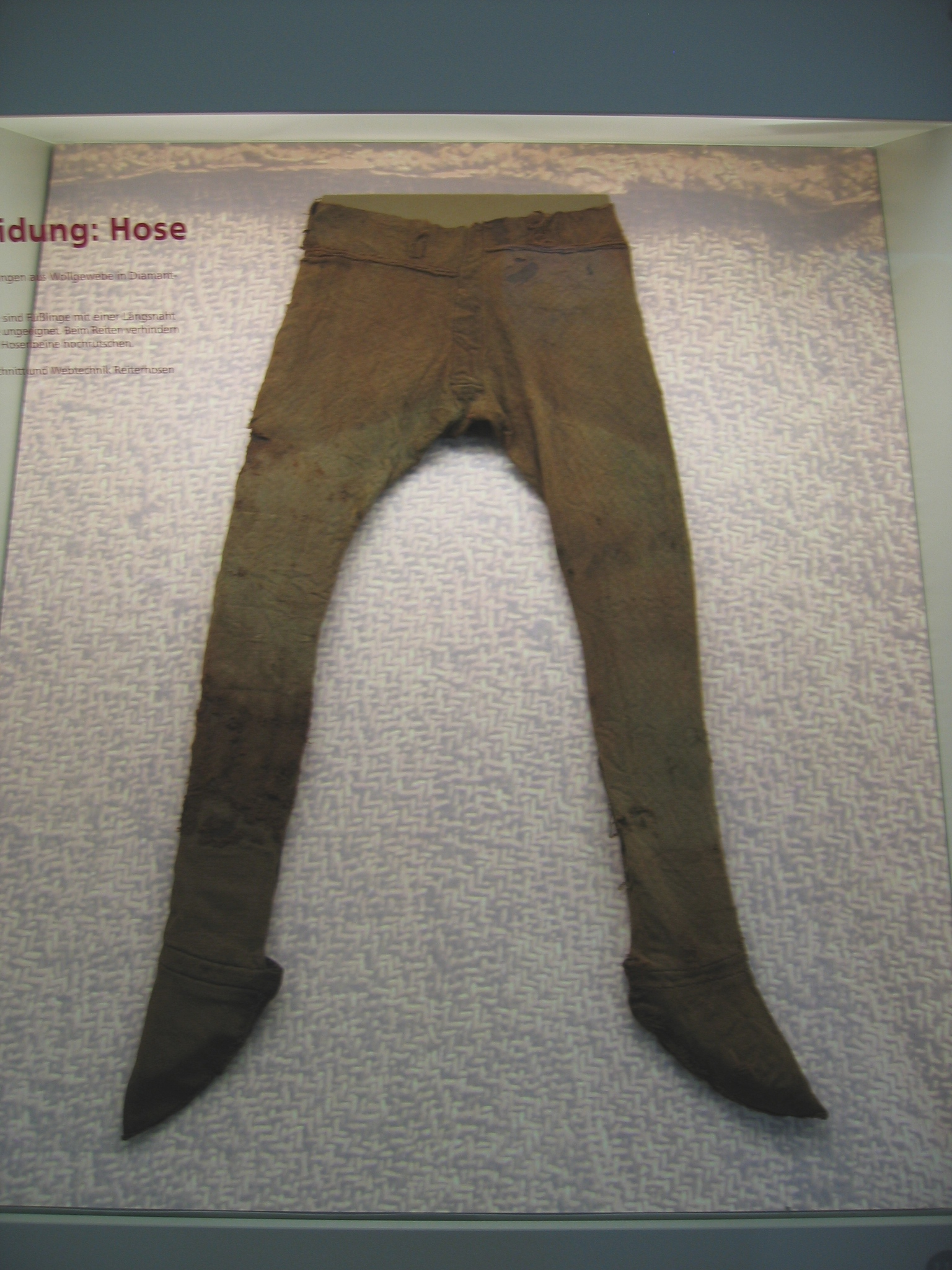
Thorsberg-Hose, 4. Jahrhundert
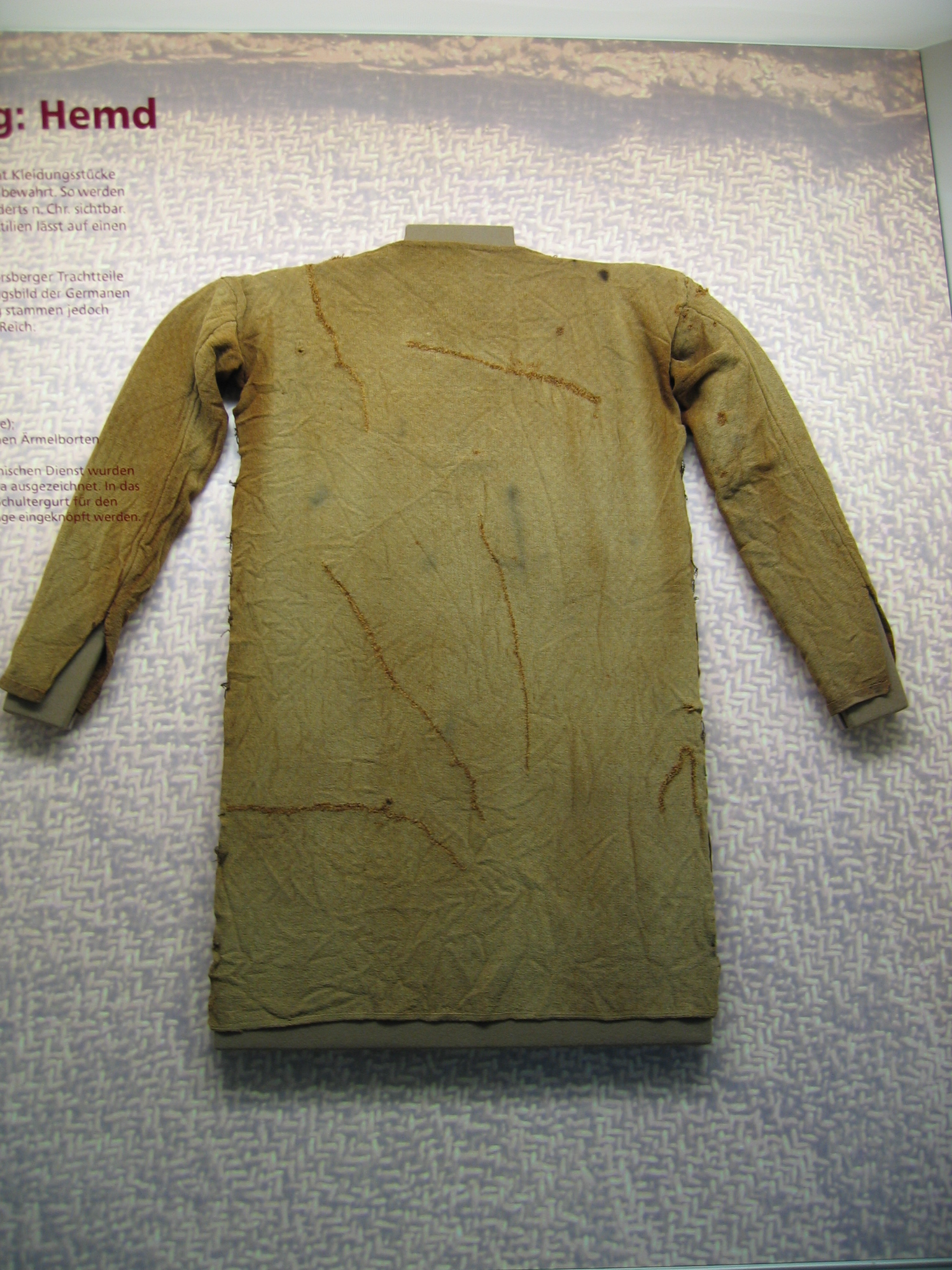
Germanische Tunika, 4. Jahrhundert
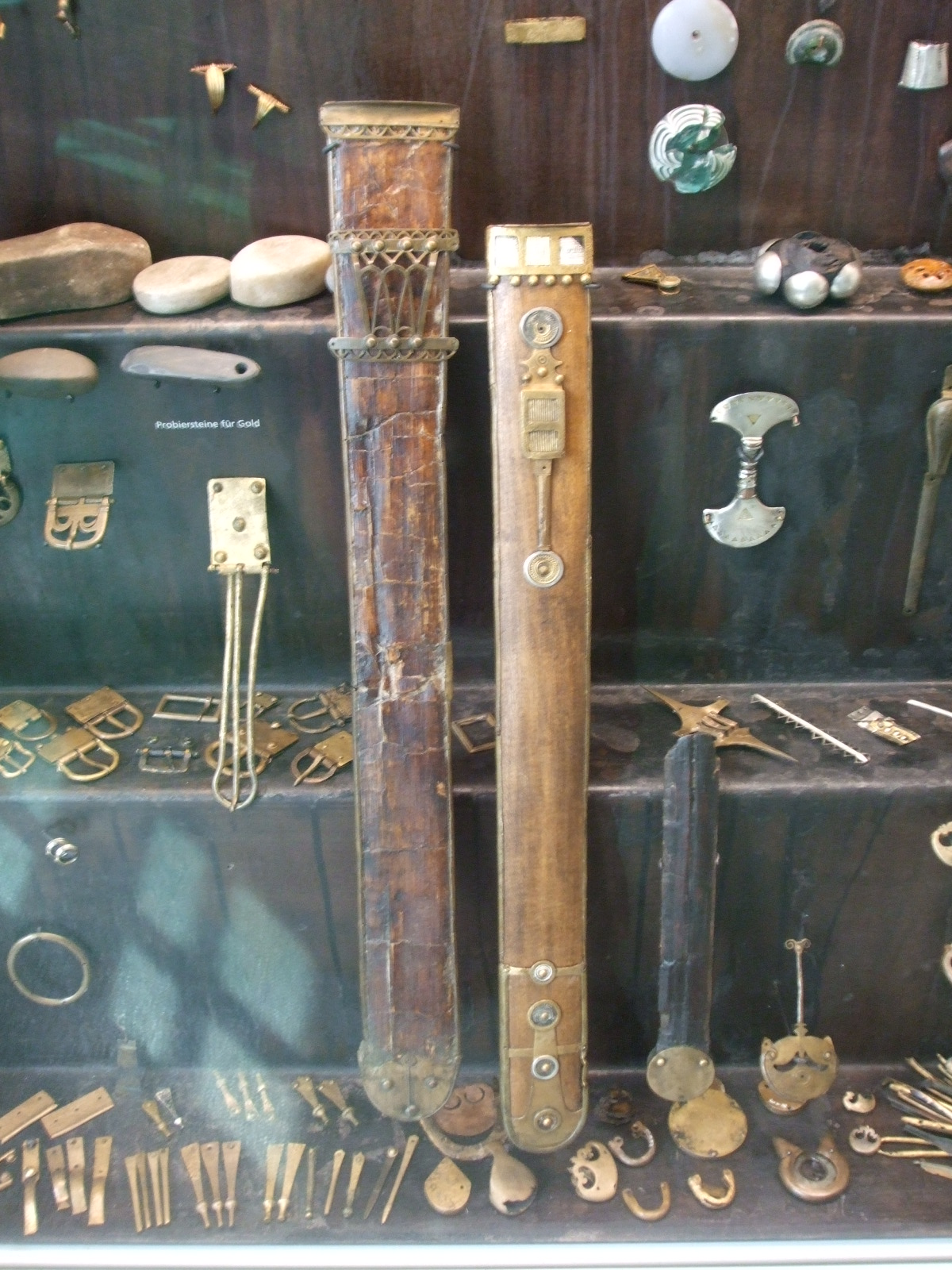
Schwertscheide und Beschläge

Zu den herausragenden Funden gehören eine germanische Gesichtsmaske aus Silber (ehemals Teil eines zweiteiligen Helmes nach römischem Vorbild), textile Kleidungsstücke wie Prachtmäntel, Kittel und Hosen, Wadenwickel, römische Helme und Münzen nebst einem Kettenhemd sowie runenbeschriftete Gegenstände. Die Erhaltungsbedingungen für organisches Material waren in diesem Moor optimal, wohingegen die meisten Eisengeräte, zumal die zahlreichen (zumeist römischen) Schwerter, chemisch weitgehend stark zerstört waren. Aufgrund der außerordentlich guten Erhaltungsbedingungen, der relativ guten Dokumentation der Grabungen und der großen Menge an gefundenen Gegenständen gehört das Thorsberger Moor neben Nydam, Illerup Ådal und Vimose (alle drei in Dänemark) zu den bedeutendsten Fundplätzen dieser Zeit in Nordeuropa. Die Funde belegen, wie weit damals römischer Einfluss auch über die Grenzen des Imperiums hinaus reichte.
Die ältesten Funde stammen aus der Stein- und Bronzezeit. In der mittleren Latènezeit (LT B) setzten die Deponierungen von Tonkeramiken ein, deren vermutlicher Inhalt zum Teil aus Speiseopfern bestand, die nicht erhalten geblieben sind, beziehungsweise Spuren davon. Die Kernzeit dieser Ablagen wird für die Zeit von 100 v. u. Z. bis 300 n. u. Z. datiert. Die Funde dieser Zeit zeugen von einer friedlichen, bäuerlichen Kultur der Dedikanten, wie sie vergleichbare Moorfunde anderen Ortes im Norddeutschen und Dänischen Raum belegen. Die Art des Opfergutes änderte sich mit dem Beginn des 2. Jahrhunderts. Zunehmend ist in der Schicht die Zahl der hochwertigen Metallgegenstände wie Fibeln, Gürtelbeschläge, Schmuck aus edleren Metallen (Gold, Silber, Bronze) und zunehmend Waffen und Rüstungsteile. Die Kernzeit für diese Schicht wird für das 2. und 3. Jahrhundert datiert. Die überwiegende Zahl der Waffenopfer erscheint im Fundhorizont des 3. und 4. Jahrhunderts mit dem auffälligen Merkmal, dass sie häufig entweder vor der Opferung kultisch unbrauchbar gemacht oder im Rahmen von Kampfhandlungen beschädigt wurden. Die neuere Forschung geht davon aus, dass die Ablagen in größeren Komplexen erfolgten entgegen früheren Annahmen von Ablagen über längere Zeiträume.

## Runeninschriften

Schildbuckel mit lateinischer Besitzerinschrift

Hilze

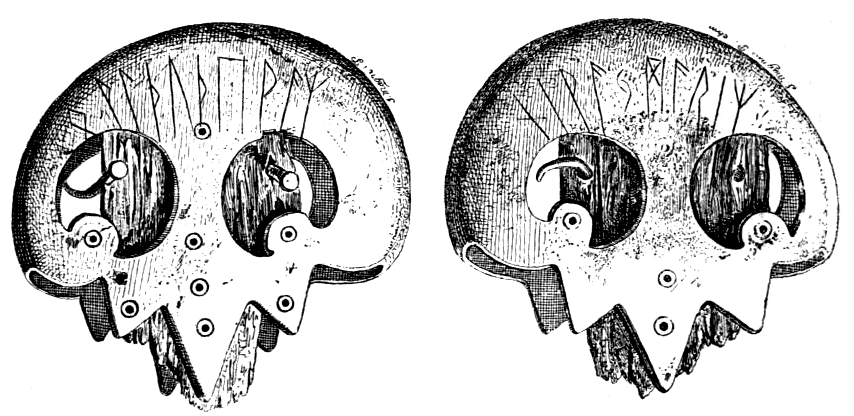
Ortblech, (dän. doppsko) Inschriften

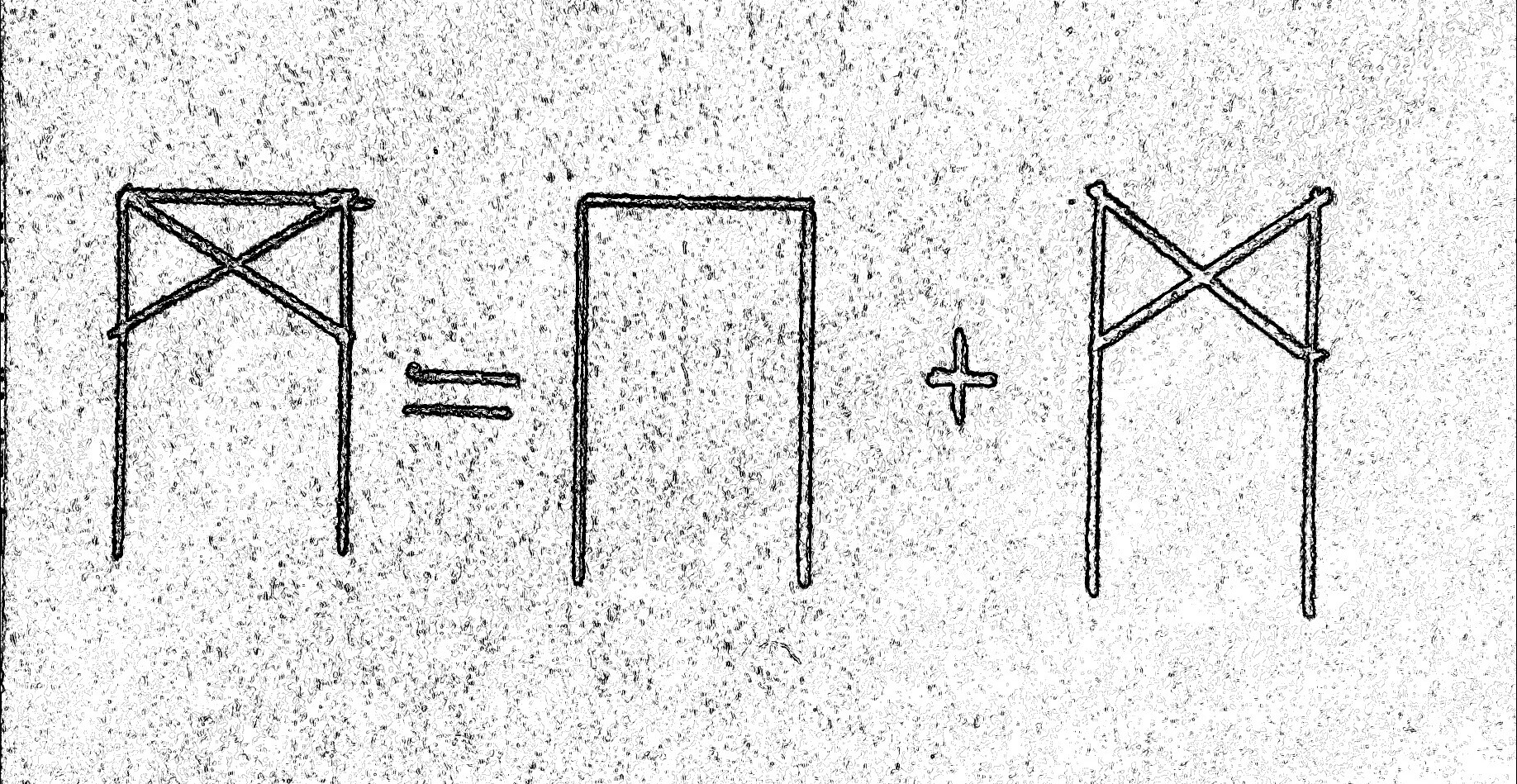
Binderune (Ligatur) aus e + m

Schildbuckel

Die mit Runen bestrifteten Objekte wurden bereits bei den Grabungskampagnen Engelhardts gefunden. Träger der Inschriften sind zur Gänze Waffenteile aus Streufunden:
- Schwerthilze (Holzplatte aus dem Griff eines Schwertes)
- Ortblech
- Schildbuckel

Ein weiterer Schildbuckel römischer Herkunft aus Bronze trägt die lateinische, punzierte Besitzerinschrift des AEL(ius) AELIANUS. Das Stück ist wahrscheinlich als Beutegut nach „Thorsberg“ gelangt.

### Schwertbeschlag
Manchettenförmige Hilze eines Schwertgriffs aus der ersten Hälfte des 3. Jahrhunderts, das mit zwei Randstücken gefertigt ist, davon trägt eins eine Runenbeschriftung. Das spitzovale Beschlagteil (Höhe: 2,3 cm) zeigt vier quadratische obere und vier schmalere untere Felder, die durch Tremolierstiche voneinander getrennt sind. Im oberen Teil (Höhe: 1,3 cm) finden sich zwei aneinanderstoßende Felder mit runenähnlichen Zeichen bzw. stilisierten Swastiken. Der Beschlag gehört zu einem Prachtschwert, das einem Gefolgschaftsführer zugewiesen wird, der nach der Verbreitung des Typs vermutlich ein angreifendes Heer aus dem Raum zwischen Rhein und Elbe anführte. Das Stück befindet sich im Depot des Nationalmuseet in Kopenhagen (Inv.-Nr. 24 963).
Die Qualität der Zeichen als Runen wird in der Forschung unterschiedlich bewertet. Wolfgang Krause deutet die Zeichen als Runen; Klaus Düwel als allenfalls runenähnlichen dekorative Zeichen.
- Zwei Zeichen: ᛟᛟ
- Transliteration: ō ō
- Übertragung: „Erbbesitz, Erbbesitz“

### Ortblech
Das bronzene Ortblech mit Durchbrucharbeit auf pelteähnlicher Grundform aus römischer Fertigung, 2./3. Jahrhundert, am oberen Ende einer nicht erhaltenen Schwertscheide aus Holz/Leder (5,12 × 4,7 cm). Das Stück wird im Archäologischen Landesmuseum Schleswig aufbewahrt (Inv.-Nr. FS 5767).
Die Inschriften (KJ 20; DR 7) sind rechtsläufig auf beiden Deckplatten klar lesbar angebracht. Die e und m-Runen (Rune Nr. 6 [6, 7]) der Inschrift B sind als Binderunen (em) ausgeführt.
- A: ᛟᚹᛚᚦᚢᚦᛖᚹᚨᛉ
- B: ᚾᛁᚹᚨᛃᛖᛗᚱᛁᛉ
- Transliteration: ō W[u]lþuþewaz/R ni Wajemāriz/R
- Übertragung: „Erbbesitz - Wulþuþewaʀ (=Ull-Diener), der nicht Schlechtberühmte“

### Schildbuckel
Ein bronzener Schildbuckel (äußerer Durchmesser: ca. 16,5 cm; Randbreite: 2,1 cm) aus der ersten Hälfte des 3. Jahrhunderts, der für die Opferhandlung rituell stark beschädigt wurde. Am nichtsichtbaren Buckelrand im Zwischenraum von zwei Befestigungsnägeln findet sich die linksläufige Runeninschrift (KJ21; DR8). Das Stück wird im Archäologischen Landesmuseum Schleswig aufbewahrt (Inv.-Nr. FS 3262).
Die Runen sind mit einer Höhe von 2,1 cm geritzt. Unklar ist, ob die Runen vor der Opferung geritzt wurden oder nach der kultischen Zerstörung, beziehungsweise zur Opferzeremonie.
- ᚺᛉᚷᛊᛁᚨ
- Transliteration: aisgz/R h
- Übertragung: „Aisigaʀ (=der Rasende, der Dahinstürmende, der Wütende) - Hagel/Verderben“

## Fundtafeln der Ausgrabungen 1858–1861
